# Michel Ier (métropolite de Kiev)
Pour les articles homonymes, voir Michel Ier.
Michel Ier fut le premier Patriarche de Kiev et de toute la Russie.

## Biographie
Syrien d'origine, Michel Ier est chargé de baptiser le peuple de Kiev dans le Dniepr et est choisi pour être évêque en 988. Il participe alors aux campagnes d’évangélisation de la Rus' de Kiev : selon la Chronique de Nikon il baptise le peuple de Novgorod en 990 aidé de sept évêques et deux hommes du pouvoir, Anastasias de Chersonèse et l’oncle de Vladimir, Dobrina ; pendant que Michel Ier enseigne le peuple, ses compagnons baptisent les foules. Michel Ier, après avoir évangélisé Novgorod envoie des messagers au patriarche de Constantinople pour demander des évêques supplémentaires, qu’il obtient. Puis il évangélise de la même manière, en baptisant en masse, détruisant les lieux de culte de Peroun et en bâtissant des églises à la place, Rostov en 991 aidé de quatre évêques, et la Souzdalie en 992. Il rentre à Kiev et meurt peu après en 992.

## Débats historiographiques
Le début de la liste des métropolites est un héritage de la tradition orthodoxe. Le métropolite de Kiev Eugène (Bolkhovitinov) a été le premier à tenter de prouver ses fondements historiques dans une publication de 1839 de l'Académie théologique de Kiev intitulée Qui fut le premier métropolite de Kiev ? et a été adoptée par des historiens de l'Église russe tels que Philarète (Goumilevski) ou Macaire II de Moscou, tous deux ecclésiastiques, ou encore par Sergueï Soloviov. Le métropolite Macaire II de Moscou établit donc que le premier métropolite de Kiev, Michel occupa ses fonctions de 988 à 992, et que Léontius lui succéda de 992 à 1003.
L'historiographie actuelle souligne qu'il y a en fait peu de certitudes historiques sur l'identité des deux premiers métropolites jusqu'à l'attestation d'un métropolite Jean ; Théophylacte, un métropolite grec envoyé à Kiev en 987 aurait pu assumer la charge de métropolite de Kiev. Les Chroniqueurs ont pu ainsi donner le nom de Michel à celui qui a instruit Vladimir Ier dans la foi, car les instructions pour le baptême de Vladimir étaient une adaptation du Credo de Michel Syncellus.